# Giuseppe Rametta Garofalo
Giuseppe Rametta Garofalo   (Siracusa, 1863 - 1920) fou un poeta i compositor italià de principis del segle xx.
Va ser professor de literatura, història i dibuix de l'Escola de Comerç de Siracusa.
A més d'un bon nombre de composicions musicals, se li deuen: Foglie appassite, Ceno necrologico del maestro Privitera, i nombrosos articles de critica musical, folklore, poesies, etc.